# 卡拉塔爾河
卡拉塔爾河（قاراتال），即黑色草原，是一條發源於新疆阿拉套山的哈萨克斯坦河流，長390公里，是兩條流向巴爾喀什湖的河流之一（另一條是伊犁河）。卡拉塔爾河是七河地區的一條主要河流。
這條河流從中國邊界向西南西方向流動，後流向塔爾迪庫爾干，然後到達薩爾薩尼克-阿特勞沙漠，這是巴爾喀什湖南部的一片大沙漠。這條河在南邊的中心點附近倒入巴爾喀什湖。卡拉塔爾河在十二月結冰並保持冰封直到三月。由於用作灌溉，河水流入巴爾喀什湖受到限制。